# Абідозавр
Абідозавр (лат. Abydosaurus; букв. «Ящір Абідоса») — рід ящеротазових динозаврів з родини  брахіозавриди інфраряду зауроподи, що жили в ранньому крейдяному періоді (близько 105—104 млн років тому) на території Північної Америки (нині штати Юта і Колорадо, США). Представлений єдиним видом — Abydosaurus mcintoshi.

## Опис
Перші рештки динозавра, що належить цьому роду, були виявлені в США на дні кар'єру на території національного парку Dinosaur National Monument, на кордоні штатів Юта та Колорадо. У 2009 році для отримання кісток динозаврів з гірських порід на території парку був використаний динаміт. Описано в 2010 р/ групою палеонтологів під керівництвом Daniel Chure. Всього палеонтологи знайшли розрізнені кістки скелетів чотирьох молодих особин динозаврів і чотири черепа, два з яких збереглися практично повністю.
Назва «абідозавр» є посиланням на єгипетську міфологію — Абідос в Стародавньому Єгипті був основним центром поклоніння Осирісу; як вважалося, тут похована голова бога (тоді як голотип абідозавра складався з черепа та шиї). Цей типовий вид був названий Abydosaurus mcintoshi на честь палеонтолога Джека Макінтоша.
Абідозавр жив приблизно 105 млн років тому, наприкінці раннього крейдяного періоду, в альбському столітті.

## Класифікація
Дослідження кісток Abydosaurus засвідчили про його тісну спорідненість та походження від більш раннього брахіозавра. У зв'язку з цим D. J. Chure (2010) виділяє даний рід в родину Brachiosauridae.

## Ресурси Інтернету
- DinoData: Abydosaurus mcintoshi [Архівовано 5 листопада 2010 у Wayback Machine.]
- Класифікація копалин на сайті The Paleobiology Database
- Абідозавр в енциклопедії динозаврів [Архівовано 3 березня 2011 у Wayback Machine.]